# Otto Wöhler
Pour les articles homonymes, voir Wöhler.
Le titre de cet article contient le caractère ö. Quand celui-ci n'est pas disponible ou n'est pas désiré, le nom de l'article peut être représenté comme Otto Woehler.
Otto Wöhler (12 juillet 1894 à Groß Burgwedel, 5 février 1987 à Groß Burgwedel) est un General der Infanterie allemand qui a servi au sein de la Heer dans la Wehrmacht pendant la Seconde Guerre mondiale.
Il a été récipiendaire de la croix de chevalier de la croix de fer avec feuilles de chêne. La croix de chevalier de la croix de fer avec son grade supérieur, les feuilles de chêne, sont attribués pour récompenser un acte d’une extrême bravoure sur le champ de bataille ou un commandement militaire accompli avec succès.

## Biographie
Il est né à Großburgwedel, près de Hanovre. Il choisit une carrière de soldat professionnel, participe à la Première Guerre mondiale en tant que lieutenant (20 mai 1914, brevet de 1912 "sans protection"), où il commande en dernier lieu un bataillon au sein du 167e régiment d'infanterie sur le front français et ramène en novembre 1918 les survivants de son régiment à la garnison de Cassel en tant que commandant adjoint du régiment.
En 1941, l’Oberst Wöhler est le chef d’État major de la 11. Armee d’Erich von Manstein lors de sa campagne en Crimée. Von Manstein le décrit comme d’un « calme imperturbable » et lui ayant été « d'un secours précieux aux époques de crises ». Il conserve ce poste jusqu’au printemps 1942, où il devient chef d’État major du Groupe d'armées Centre du Generalfeldmarschall Hans Günther von Kluge.
Puis il est général de corps d’armée dans l’infanterie et commandant en chef de la 8. Armee à partir de l’été 1943, puis du groupe d'armées Sud qui défend successivement les Balkans, la Hongrie et l’Autriche face à l’Armée rouge.
Limogé le 25 mars 1945, il est fait prisonnier en Autriche par les troupes américaines en mai 1945. Au procès du haut commandement de la Wehrmacht, il est condamné à 8 ans d’emprisonnement pour avoir participé à la persécution des populations civiles et assuré la logistique du groupe d’intervention D de la SS qui s’est rendu coupable de crimes contre l’humanité sur le front de l’Est. Il est libéré en 1951 et prend sa retraite dans sa ville natale (une banlieue de Hanovre) dont il devient conseiller municipal, et aussi membre du conseil d’administration de la Fondation Pestalozzi.

## Décorations
- Croix de fer (1914)
  - 2e classe (29 Septembre 1914)
  - 1re classe (17 septembre 1916)
- Croix de chevalier de l'ordre royal de Hohenzollern avec glaives
- Agrafe de la croix de fer (1939)
  - 2e classe (19 septembre 1939)
  - 1re classe (4 octobre 1939)
- Croix allemande en or (26 janvier 1942)
- Croix de chevalier de la croix de fer avec feuilles de chêne
  - Croix de chevalier le 14 août 1943
  - 671e feuilles de chêne le 28 novembre 1944
- Ordre de Michel le Brave 3e et 2e classe
- Mentionné trois fois dans le bulletin radiophonique Wehrmachtbericht (12 août 1943 ; 8 mai 1944 ; 30 octobre 1944)